# Jogos do Extremo Oriente
Os Jogos do Extremo Oriente (JEO) foram uma pequena competição asiática multiesportiva, considerada como precursora para os Jogos Asiáticos. Entre 1913 e 1938, foram realizadas dez edições.

## História

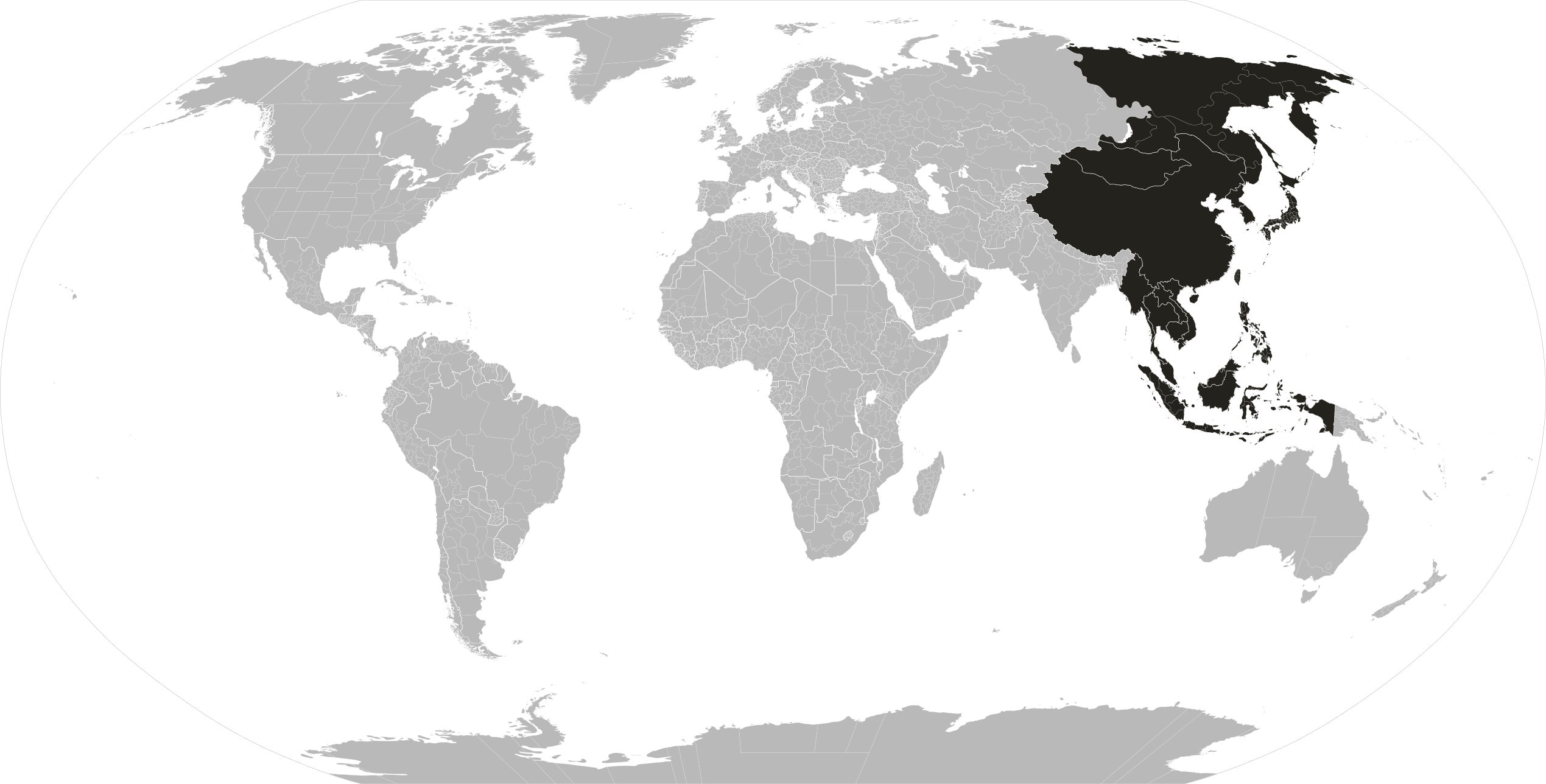
Localização do Extremo Oriente. Mapa engloba todas as nações pertencentes a sub-região da Ásia Oriental

Em 1912, E.S. Brown, presidente da Associação Atlética Filipina e organizador do Manila Carnival Games, propôs a criação dos "Jogos Olímpicos do Extermo Oriente" na China e no Japão. Foi nesse momento que o governador-geral William Cameron Forbes, presidente da Associação Atlética Amadora das Filipinas (1911 - 1913), formou a Associação Olímpica do Extremo Oriente. Os primeiros Jogos do Extremo Oriente foram realizados no Carnival Grounds (agora chamado Complexo Esportivo Memorial Rizal) no distrito de Malate, Manila, nas Filipinas, em 4 de fevereiro de 1913. Forbes foi também um dos que formalmente declararam abertos os Jogos. Seis países participaram do evento, que teve oito dias de duração: Filipinas, China, Império do Japão, Companhia Britânica das Índias Orientais (Malásia), Reino da Tailândia e a Colônia Britânica de Hong Kong.
Em 1915, o nome mudou de Associação dos Jogos do Extremo Oriente para Associação Atlética do Extermo Oriente, quando o evento foi realizado em Xangai, na China. Os Jogos foram realizados a cada dois anos, exceto em 1929 quando o Japão decidiu adiar o projeto para 1930. Após, a FEAA decidiu alterar o calendário para quatro anos de diferença entre as edições, e as Filipnas hospedaram a décima e última edição, em 1934. Em setembro de 1937, o Japão invadiu a China e começou a Segunda Guerra Sino-Japonesa (que mais tarde tornou-se parte da Segunda Guerra Mundial). Assim, devido a estes incidentes, os Jogos de 1938 foram cancelados e não mais tornaram a acontecer.

## Países participantes
Sete países participaram dos Jogos:
- China
- Filipinas
- Japão
- Malásia
- Índias Orientais Neerlandesas
- Reino da Tailândia
- Hong Kong

## Edições
| Ano             | Cidade-sede | Países | Data            |
| --------------- | ----------- | ------ | --------------- |
| 1913 (detalhes) | Manila      | 6      | 13 de fevereiro |
| 1915 (detalhes) | Shanghai    | 3      | 1 de maio       |
| 1917 (detalhes) | Tóquio      | -      | 1 de maio       |
| 1919 (detalhes) | Manila      | 6      | 1 de maio       |
| 1921 (detalhes) | Shanghai    | 3      | 1 de maio       |
| 1923 (detalhes) | Osaka       | 3      | 1 de maio       |
| 1925 (detalhes) | Manila      | 3      | 1 de maio       |
| 1927 (detalhes) | Shanghai    | 3      | 1 de agosto     |
| 1930 (detalhes) | Tóquio      | -      | 1 de maio       |
| 1934 (detalhes) | Manila      | 4      | 1 de maio       |
| 1938[a]         | Osaka       | -      | -               |

*Nota^ : este evento fora cancelado devido a Segunda Guerra Mundial e a problemas internos entre Japão e China.